# 1360-talet

## Händelser
- 1364 - Albrekt av Mecklenburg väljs med svenska riksrådets hjälp till kung vid Mora stenar.
- 1368 - Mingdynastin ersätter Yuandynastin i Kina.

## Födda
- 1369 - Jan Hus, böhmisk reformator.

## Avlidna
- 17 juni 1361 – Ingeborg Håkansdotter, prinsessa av Norge.
- 12 september 1362 – Innocentius VI, påve.
- 1364 – Valdemar III av Danmark, kung av Danmark.